# 프랜시스 피셔
프랜시스 피셔(Frances Fisher, 1952년 5월 11일 ~ )는 미국의 배우이다.

## 출연 작품

### 영화
- 록시 (1990)
- 용서받지 못한 자 (1992)
- 헨리에타의 별 (1995, The Stars Fell on Henrietta)
- 타이타닉 (1997)
- 트루 크라임 (1999)
- 식스티 세컨즈 (2000) - 주니 홀리웰 역
- 모래와 안개의 집 (2003)
- 사랑에 빠지는 아주 특별한 법칙 (2004)
- 킹덤 (2007)
- 졸린 (2007)
- 엘라의 계곡 (2007)
- 링컨 차를 타는 변호사 (2011) - 메리 윈저 역
- 호스트 (2013)
- 런 투 갓: 신을 향해 달린다 (2019, Run the Race) - 루이즈 역
- 홀리데이트 (2019) - 일레인 역
- 어웨이크 (2021)
- 탈피 (2023) - 커밀 그레이디 역

### 텔레비전
- 레저렉션 (2014-15)
- 왓치맨 (2019)